# Irma Bandiera
Irma Bandiera (Bolonia, Italia; 1915-1944) fue un miembro del séptimo Gruppo di azione patriottica. En 1944 fue capturada, cegada y asesinada por fascistas italianos. Enrico Berlinguer, del Partido Comunista italiano, la tuvo en alta estima. Una calle en su Bolonia natal lleva su nombre y la canción Mimma e Balella se relaciona con ella.

## Biografía
Irma Bandiera nació en 1915 en el seno de una familia boloñesa acomodada; su padre Angelo era maestro de la construcción, quien se acercó al antifascismo durante la dictadura; su madre fue Argentina Manferrati, y tuvo una hermana llamada Nastia.
El novio de Irma, un soldado, fue tomado prisionero por los alemanes en Creta después del 8 de septiembre de 1943, y permaneció desaparecido después de que el transporte en el que se embarcó para el traslado a Alemania fuera bombardeado y hundido en el puerto de El Pireo. La búsqueda de sus restos mortales sigue sin dar resultados.
Irma Bandiera comenzó a ayudar a los soldados italianos disueltos después del armisticio y a interesarse por la política, al unirse al Partido Comunista. En el pueblo de Funo, donde solía visitar a sus familiares, conoció a un estudiante de medicina, Dino Cipollani, de Argelato, alias "Marco". Irma se unió así a la Resistencia, en ese momento muy activa en la llanura boloñesa, con el nombre de batalla "Mimma" en la brigada VII GAP Gianni Garibaldi de Bolonia.
El 5 de agosto de 1944, los partisanos mataron a un oficial alemán y al comandante de las brigadas negras, lo que provocó al día siguiente una represalia en Funo. Tres partisanos fueron arrestados y encarcelados en las escuelas de San Giorgio di Piano.

### Arresto y asesinato
El 7 de agosto de 1944, Irma Bandiera llevaba armas a la base de su grupo en Castel Maggiore. En la noche, fue arrestada en la casa de su tío, junto con otros dos partisanos. También encerrada en las escuelas de San Giorgio, pero separada de sus compañeros, la trasladaron a Bolonia, donde los fascistas esperaban obtener de ella más información sobre la Resistencia.
Mientras su familia la buscaba en prisiones y cuarteles, durante seis días y seis noches Irma Bandiera fue torturada por los fascistas de la Compañía Autónoma Especial, dirigida por el Capitán Renato Tartarotti, que vino a cegarla, pero Irma se resistió. No confesó, preservando la identidad de sus compañeros. Según Renata Viganò, "la più ignominiosa disfatta della loro sanguinante professione si chiamava Irma Bandiera" ("la derrota más ignominiosa de su sangrienta profesión se llamó Irma Bandiera"). Finalmente, los fascistas le dispararon a quemarropa en el Meloncello di Bologna, cerca de la casa de sus padres, el 14 de agosto. Ese mismo día, el cuerpo de Irma fue encontrado en la acera cerca de la fábrica de sanitarios ICO, donde sus torturadores la habían dejado a la vista durante todo un día, como advertencia. Luego fue llevada al Instituto de Medicina Forense en la Via Irnerio donde un guardián, amigo de la Resistencia, tomó fotos de su rostro devastado por la tortura. Irma finalmente fue enterrada en el cementerio monumental de la Cartuja de Bolonia, acompañada por familiares y algunos amigos.
La federación boloñesa del Partido Comunista Italiano, el 4 de septiembre de 1944, hizo circular un documento clandestino en el que recordaba el sentido patriótico del sacrificio de Irma, incitando a toda Boloña a intensificar la lucha partisana por la liberación del fascismo nazi.
En su honor, en el verano de 1944, un grupo de partisanos que operaban en Bolonia tomaron el nombre de la Primera Brigada Garibaldi "Irma Bandiera". Una brigada SAP (Squadra di azione patriottica - Equipo de Acción Patriótica) que operaba en los suburbios del norte de Bolonia también recibió su nombre, así como un GDD (Gruppo di Difesa della Donna - Grupo de Defensa de las Mujeres).

## Honores y memoria

Medalla de oro al Valor Militar

Al final de la guerra, Irma Bandiera fue condecorada póstumamente con la Medalla de Oro del Valor Militar, junto con otras 18 partisanas. La justificación menciona cómo:

Prima fra le donne bolognesi a impugnare le armi per la lotta nel nome della libertà, si batté sempre con leonino coraggio. Catturata in combattimento dalle SS. tedesche, sottoposta a feroci torture, non disse una parola che potesse compromettere i compagni. Dopo essere stata accecata fu barbaramente trucidata e il corpo lasciato sulla pubblica via. Eroina purissima degna delle virtù delle italiche donne, fu faro luminoso di tutti i patrioti bolognesi nella guerra di liberazione.
Primera entre las mujeres boloñesas para sostener las armas para la lucha en nombre de la libertad, ella siempre luchó con el coraje de un león. Capturada en combate por las SS alemanas, sometida a una feroz tortura, no dijo una palabra que pudiera comprometer a sus camaradas. Después de ser cegada, la mataron brutalmente y dejaron el cuerpo en la calle pública. Heroína pura, digna de las virtudes de las mujeres italianas, fue el faro de todos los patriotas de Bolonia en la guerra de liberación

Irma Bandiera es recordada en el Santuario de Piazza Nettuno y en el Monumento a las Cataratas Partisanas en Villa Spada.
Una calle lleva su nombre en los municipios de Bolonia, Argelato, Castel Maggiore, Castelnovo di Sotto, Cattolica, Copparo, Crevalcore, Granarolo dell'Emilia, Malalbergo, Molinella, Pieve di Cento, Sant'Ilario d'Enza, San Giorgio di Piano en la región de Emilia-Romaña, así como de Rovigo, Terni, Civitavecchia (Ciudad metropolitana de Roma), Ribera (Provincia de Agrigento), Gonnesa (Provincia de Cerdeña del Sur), Sant'Arpino (Provincia de Caserta) y Valenza (Provincia de Alessandria). Un gran complejo de viviendas también lleva su nombre en Frattamaggiore (Ciudad metropolitana de Nápoles), donde está colocada una placa conmemorativa en su honor.
En Bolonia, el camino que lleva su nombre parte del Arco del Meloncello, el lugar donde fue asesinada. Hay una placa conmemorativa allí a su memoria:

Irma Bandiera
Eroina nazionale
1915 - 1944
Il tuo ideale seppe vincere le torture e la morte
La libertà e la giovinezza offristi
Per la vita e il riscatto del popolo e dell'Italia
Solo l'immenso orgoglio attenua il fiero dolore
Dei compagni di lotta
Quanti ti conobbero e amarono
Nel luogo del tuo sacrificio
A perenne ricordo
Posero
Irma Bandiera
Heroína nacional
1915 - 1944
Tu ideal fue capaz de vencer la tortura y la muerte.
Libertad y juventud ofrecidas a ti.
Por la vida y la redención del pueblo y de Italia.
Sólo el inmenso orgullo atenúa el dolor feroz.
Compañeros de pelea
Cuántos te conocieron y amaron
En el lugar de tu sacrificio.
Una memoria perenne
colocaron.

Con motivo del 72 aniversario de la Liberación, Bolonia le rindió homenaje en el barrio donde nació y donde la mataron. La asociación CHEAP Street Poster Art y el dúo de artistas callejeros de Orticanoodles (seudónimo del dúo artístico italiano Wally y Alita) eligieron la fachada de Bombicci, la escuela que reivindica una "vocación democrática y antifascista", también para expresar cómo Irma Bandiera fue una heroína nacional y también hija del mismo distrito. Se creó un gran mural con la técnica de desempolvar, reproduciendo su rostro sonriente, ya que fue inmortalizada en una de sus fotografías más famosas.